# The Fibbers
The Fibbers è un film muto del 1917 diretto da Fred E. Wright e prodotto dalla Essanay di Chicago.

## Trama
Dopo un incidente ferroviario, Peter e Barbara Cort, due giovani sposi che vivono vicino alla ferrovia, salvano un vagabondo e lo ospitano a casa loro. I Cort, dopo qualche settimana, si rendono conto che la loro buona azione si sta rivelando un disastro: il vagabondo, un tossicodipendente, ha bisogno di costose cure che vengono pagate da Peter. Barbara, per aiutare in casa, cerca qualche modo per trovare il denaro che serve loro. Scrive una commedia che fa leggere al vagabondo e lui le suggerisce di spedire il manoscritto a Phillip Allen, un grande produttore teatrale che accetta di finanziare la messa in scena del lavoro teatrale. Barbara non racconta niente di tutto ciò al marito. Peter, nel frattempo, ha firmato un contratto per costruire la casa della signora Stoddard. Neppure lui racconta niente alla moglie: va a finire che sia lui che Barbara diventano gelosi l'uno dell'altra. Lei, credendo che Peter abbia una relazione con la signora Stoddard, lui credendo che lei lo tradisca con l'impresario. Le cose si chiariranno la sera della prima della commedia: Allen farà leggere ai Cort una lettera del barbone. I due coniugi, così, scopriranno che il loro ospite è stato anche il loro benefattore: ha aiutato Barbara presentandola ad Allen, un suo vecchio amico, e ha convinto sua figlia, la signora Stoddard, ad affidare il progetto della sua casa a Peter, giovane architetto alle prime armi.

## Produzione
Il film fu prodotto dalla Essanay Film Manufacturing Company e dalla Perfection Pictures.

## Distribuzione
Distribuito dalla George Kleine System, il film uscì nelle sale cinematografiche statunitensi il 15 ottobre 1917.